# Gymnangium
Gymnangium är ett släkte av nässeldjur. Gymnangium ingår i familjen Aglaopheniidae.

## Dottertaxa tillGymnangium, i alfabetisk ordning[1]
- Gymnangium africanum
- Gymnangium allmani
- Gymnangium arcuatum
- Gymnangium ascidioides
- Gymnangium aureum
- Gymnangium birostratum
- Gymnangium elegans
- Gymnangium eximium
- Gymnangium expansum
- Gymnangium explorationis
- Gymnangium exsertum
- Gymnangium ferlusi
- Gymnangium furcatum
- Gymnangium gracilicaule
- Gymnangium hians
- Gymnangium humilis
- Gymnangium indivisa
- Gymnangium ishikawai
- Gymnangium japonicum
- Gymnangium longicaudum
- Gymnangium longicorne
- Gymnangium longirostre
- Gymnangium magnirostre
- Gymnangium mammillatum
- Gymnangium montagui
- Gymnangium pennatulum
- Gymnangium prolifera
- Gymnangium richardi
- Gymnangium roretzii
- Gymnangium setosum
- Gymnangium sinosum
- Gymnangium speciosum
- Gymnangium superbum
- Gymnangium tenuirostre
- Gymnangium thetidis
- Gymnangium tubuliferum
- Gymnangium twista
- Gymnangium undulatum
- Gymnangium urceoliferum
- Gymnangium vegae